# Compromisso austro-húngaro de 1867

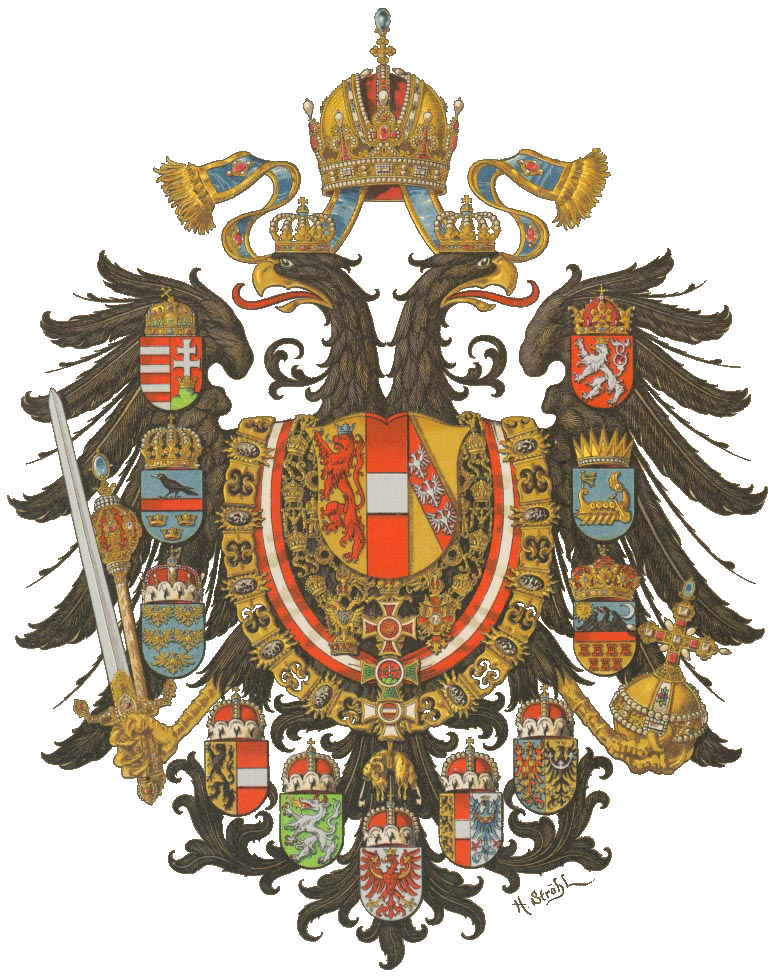
Escudo da monarquia dual em 1867.

O compromisso austro-húngaro de 1867 (alemão: Ausgleich, húngaro: Kiegyezés) estabeleceu a Monarquia Dual da Áustria-Hungria nas terras da Monarquia Habsburgo, que até então viviam sucessivas crises fomentadas pelo "movimento das nacionalidades" e o desejo de liberdade de alguns povos que se encontravam dentro das fronteiras do Império Austríaco.
O compromisso, que se tornou lei no Reino da Hungria em 29 de Maio de 1867, basicamente garantia ao governo húngaro (situado em Buda, e subsequentemente em Budapeste) o mesmo status da coroa austríaca na Cisleitânia, e foi assinado pelo imperador Francisco José da Áustria e uma delegação húngara liderada por Ferenc Deák. Apesar da maior autonomia conquistada pela parte magiar, um governo comum ainda seria responsável pelo exército, pela marinha e pela política externa do império.
O acordo era especialmente impopular quando visto pelas diversas minorias étnicas do império multinacional, mais notavelmente entre tchecos e romenos, que se ressentiram pelo fato de a coroa austríaca ter procurado apenas os nobres húngaros, sem consultá-los antes de estabelecer a nova união.
Ainda de acordo com o combinado, Viena e Budapeste comandariam, cada uma, metade do império (dividido em Cisleitânia e Transleitânia), e dividiriam um mesmo Ministro das Finanças, das Relações Exteriores e da Guerra. Em contraponto, cada parte possuía seu próprio primeiro-ministro e um parlamento: na Hungria, a Dieta Magiar voltava ao poder, depois de vários anos de inatividade. Os status especiais da Transilvânia e da Fronteira Militar foram anulados, já que as coroas húngara e austríaca, respectivamente, absorveram estes territórios. Além disso, uma nova lei das nacionalidades foi criada para, em teoria, preservar os direitos das minorias étnicas, mas era violada freqüentemente na prática.
A cada dez anos, detalhes do compromisso eram renegociados, e isso acabou levando a várias crises constitucionais, já que as duas partes do império queriam se sobrepôr sobre a outra, tendo assim a preponderância nos assuntos nacionais. Cada um dos dois governos também tentava minar a influência do outro, em detrimento do interesse do império como um todo.
A Monarquia Dual estabelecida pelo compromisso era supostamente uma solução interina, mas acabou durando por cinqüenta anos: de 1867 a 1918, quando o império foi dissolvido após a derrota na Primeira Guerra Mundial.
Ferenc Deák, um estadista húngaro, que havia rompido com Lajos Kossuth após a mal-sucedida revolta húngara de 1848, era a força intelectual primária por trás do compromisso. O principal motivo de Deák para planejar o acordo era unir definitivamente as terras dos Habsburgo e garantir o apoio às pretensões húngaras, temendo que a metade austríaca decidisse dar aos eslavos um estatuto mais elevado dentro do império, em detrimento da população húngara.